# Aírton Rodrigues
Haírton "Airton" Rodrigues Leite (Campinas, 6 de abril de 1922 — Santos, 1 de novembro de 1993) foi um radialista e apresentador de televisão brasileiro. Apresentou junto de sua esposa Lolita Rodrigues, durante muitos anos, os programas Almoço com as Estrelas e depois o Clube dos Artistas, na extinta TV Tupi de São Paulo.

## Biografia
Antes de ser apresentador do Almoço com as Estrelas, Airton foi o pioneiro crítico de TV no jornal Diário da Noite, além de assessorar Assis Chateaubriand.
Ficou conhecido como animador dos programas "Almoço com as Estrelas" e "Clube dos Artistas", ambos com mais de 30 anos no ar pela Rede Tupi de Televisão. Sempre ao lado da mulher, a atriz Lolita Rodrigues,  entrevistavam artistas e cantores que interpretavam seus lançamentos em disco. Os pratos vinham do restaurante Don Ciccilo, mas a maionese que os acompanhava ninguém tinha coragem de comer, pois o estúdio era muito quente e "ninguém era louco de experimentá-la", conforme chegou a relatar Lolita. A ideia de fazer o programa surgiu de um similar transmitido por uma rádio argentina. Ayrton adaptou-o para a Rádio Tupi e, logo em seguida, foi transferido para a TV.
Produzido por Cassiano Gabus Mendes, o primeiro "Almoço" foi animado por J. Silvestre, depois por Ribeiro Filho. O famoso casal entrou em cena a partir de 1958. Em 1960 Lolita passou a atuar nas novelas da TV Excelsior e Record, voltando ao lado do marido somente em 1973. Na década de 70, Airton Rodrigues cria o quadro Para Quem Você Tira o Chapéu, inspirado no cantor Waldick Soriano, que usava chapéu e não tirava por nada. Em 1980 passaram a apresentar o Almoço com as Estrelas pela Record e, em seguida, pelo SBT, mesmo depois de sua separação legal, quando a relação do casal já não estava indo bem. Foi um escândalo quando o caso estourou na imprensa. Nos bastidores eles não se falavam. Chegavam aos estúdios separadamente, na hora da maquilagem ocupavam espelhos diferentes e seguiam para o palco por caminhos diversos.
Entretanto, tentava-se de tudo para levantar o astral de ambos para que, durante o programa, a imagem do casal perfeito, que durante tantos anos havia sido transmitida pelo vídeo, continuasse. A preocupação, porém, era injustificada. No momento em que o programa tinha início, Airton e Lolita, excelentes profissionais, surgiam no alto da escada que compunha o cenário e começavam a descê-la conversando, rindo animadamente. Os dois já não conseguiam esconder o constrangimento diante das câmeras e acabaram sendo substituídos por Sandra Brea e Wagner Montes. Não duraram dois meses. Em 1990, Airton Rodrigues e Maria Teresa foram convidados para a inauguração de um canal de televisão, em Itapetininga, e reviveram o "Almoço com as Estrelas" seguindo o mesmo formato original entre convidados famosos no quadro "Para Quem Você Tira o Chapéu" e no Roda Viva, para reunir seus amigos e abrir as portas para novos talentos pela SP Sul TV, ao lado de sua esposa Maria Teresa. Ele morreu aos 71 anos, em 1° de novembro de 1993, na cidade de Santos, vítima de insuficiência respiratória.

### Vida pessoal
Foi casado com a atriz Lolita Rodrigues e juntos tiveram uma filha, Sílvia. Teve mais três filhos: Helen, Henrique e Glaciara, filhos de sua segunda união com a apresentadora Maria Teresa de Oliveira Pinto.
Airton Rodrigues deixou para sua esposa Maria Teresa de Oliveira Pinto os títulos, os nomes e os direitos autorais dos programas Almoço com as Estrelas e Clube dos Artistas e seus respectivos Quadros Roda Viva e Para Quem Você Tira o Chapéu. Esse quadro foi de criação única de Airton Rodrigues, inspirado pelo cantor Waldick Soriano, que nos anos 70 usava chapéu durante os programas de televisão. Devido aos inúmeros convites para que tirasse o chapéu para atender a curiosidade do público, Waldick nunca aceitou, e assim nasceu o quadro Para Quem Você Tira o chapéu. Jose Messias, na época produtor do programa, foi o colaborador para a confecção do Porta Chapéu. Essa é a versão verdadeira do quadro.